# Anatolij Demjanenko
Anatolij Wassyljowytsch Demjanenko (ukrainisch Анатолій Васильович Дем'яненко; russisch Анатолий Васильевич Демьяненко ‚Anatoli Wassiljewitsch Demjanenko‘; * 19. Februar 1959 in Dnepropetrowsk, Ukrainische SSR, Sowjetunion) ist ein ukrainischer Fußballtrainer und ehemaliger sowjetischer Fußballspieler.

## Karriere

### Spieler
Anatolij Demjanenko war über einen langen Zeitraum der Kapitän von Dynamo Kiew. Mit Kiew holte er von 1979 bis 1990 fünf Meisterschaften und wurde viermal Pokalsieger in der Sowjetunion. Im Jahr 1985 wurde er zum sowjetischen Fußballer des Jahres gewählt und 1986 konnte er mit Dynamo Kiew den Europapokal der Pokalsieger gewinnen.
1991 hatte Demjanenko ein kurzes Intermezzo in Deutschland. Er sollte helfen, dass dem 1. FC Magdeburg die Qualifikation zur 2. Bundesliga gelingt. Da er der Mannschaft nicht die entscheidenden Impulse geben konnte, verließ er Magdeburg nach nur drei Spielen wieder und wechselte zu Widzew Łódź nach Polen. Zum Abschluss seiner Karriere ging er zurück an die Stätte seiner größten Erfolge und wurde mit Dynamo Kiew in der Saison 1992/93 ukrainischer Meister und Pokalsieger.
Im Dezember 2000 wurde Demjanenko hinter Andrij Schewtschenko und Oleh Blochin zum drittbesten Spieler der ukrainischen Mannschaft des Jahrhunderts gewählt. Anatolij Demjanenko belegt mit 80 Einsätzen in der sowjetischen Fußballnationalmannschaft den vierten Platz der UdSSR-Rekordnationalspieler. Er nahm an drei Weltmeisterschaften teil.

### Trainer
Anatolij Demjanenko begann seine Trainerkarriere 2005 bei Dynamo Kiew. Während seiner Zeit in Kiew gewann er die ukrainische Meisterschaft in der Saison 2006/07. In den Spielzeiten 2005/06 und 2006/07 wurde er mit der Mannschaft Pokalsieger. Nach einer Serie von erfolglosen Spielen zu Beginn der Saison 2007/08 legte Demjanenko sein Amt im September 2007 nieder.
Im Januar 2008 wurde Demjanenko Trainer von Neftçi Baku in Aserbaidschan, als er die Nachfolge von Vlastimil Petržela antrat. Unter Demjanenko wurde Neftçi der erste Verein in Aserbaidschan, der die dritte Runde in der UEFA-Pokal-Qualifikation erreichte. Dennoch wurde Anatolij Demjanenko entlassen, nachdem die ersten beiden Ligaspiele verloren wurden. Im August 2010 wurde er als Cheftrainer vom usbekischen Erstligisten Nasaf Karschi verpflichtet.

## Erfolge

### Spieler
- Meister in der UdSSR: 1980, 1981, 1985, 1986, 1990
- Pokalsieger in der UdSSR: 1982, 1985, 1987, 1990
- Supercup-Gewinner in der UdSSR: 1980, 1985, 1986
- UEFA-Pokal Sieger: 1986
- Ukrainischer Meister: 1993
- Ukrainischer Pokalsieger: 1993
- Vize-Europameister 1988
- U21-Europameister 1980
- Ukrainischer Fußballer des Jahres: 1982, 1985
- Fußballer des Jahres in der UdSSR: 1985

### Trainer
- Ukrainischer Meister: 2006
- Ukrainischer Pokalsieger: 2006, 2007